# ناتالیا لیاپینا
ناتالیا لیاپینا (انگلیسی: Nataliya Lyapina؛ زادهٔ ۱۴ مهٔ ۱۹۷۶) بازیکن هندبال اهل اوکراین است.